# Småtjärnarna (Piteå socken, Norrbotten, 727687-173673)
Småtjärnarna är en sjö i Piteå kommun i Norrbotten och ingår i Piteälvens huvudavrinningsområde. Småtjärnarna ligger i Piteälven Natura 2000-område.